# Smolnitsa
Smolnitsa – wieś w Estonii, w prowincji Virumaa Wschodnia, w gminie Alajõe.